# یانه لوندبلاد
یانه لوندبلاد (۱۱ آوریل ۱۸۸۷ – ۲۴ نوامبر ۱۹۴۰) یکی از افسران ارتش سوئد و سوارکار سوئدی بود که در بازی‌های المپیک تابستانی ۱۹۲۰ و بازی‌های المپیک تابستانی ۱۹۲۸ شرکت کرد. در سال ۱۹۲۰ او و اسبش اونو مدال طلای درساژ انفرادی را در بازیهای المپیک بدست آوردند.
هشت سال پس از آن او مدال نقره تیمی سوئد را این بار با اسبی به نام بلک مار بدست آورد. آنها همچنین در بخش انفرادی نیز شرکت کردند که مقام چهارم را بدست آوردند.
یانه لوندبلاد سروان ارتش سوئد بود.